# حسین مترف
حسین مترف (عربی: حسين مترف؛ زادهٔ ۱ ژانویهٔ ۱۹۸۴) بازیکن فوتبال اهل الجزایر است.
از باشگاه‌هایی که در آن بازی کرده‌است می‌توان به باشگاه فوتبال القبائل، باشگاه فوتبال اتحاد الجزایر، باشگاه فوتبال مولودیه الجزایر، باشگاه فوتبال وفاق سطیف، باشگاه فوتبال دیژون، و باشگاه فوتبال نصر حسین دای اشاره کرد.
وی همچنین در تیم‌های ملی فوتبال زیر ۲۳ سال الجزایر و الجزایر بازی کرده‌است.